# I. liga 1972-1973
L'edizione 1972/73 del campionato cecoslovacco di calcio vide la vittoria finale dello Spartak TAZ Trnava.
Capocannoniere del torneo fu Ladislav Józsa del Lokomotíva Košice con 21 reti.

## Classifica finale
|    | Classifica              | G  | V  | N  | P  | GF | GS | DR  | Pti |
| -- | ----------------------- | -- | -- | -- | -- | -- | -- | --- | --- |
| 1  | Spartak TAZ Trnava      | 30 | 16 | 7  | 7  | 47 | 20 | +27 | 39  |
| 2  | Tatran Prešov           | 30 | 17 | 4  | 9  | 42 | 30 | +12 | 38  |
| 3  | VSS Košice              | 30 | 13 | 9  | 8  | 46 | 28 | +18 | 35  |
| 4  | Dukla Praga             | 30 | 12 | 10 | 8  | 32 | 23 | +9  | 34  |
| 5  | ZVL Žilina              | 30 | 14 | 5  | 11 | 50 | 38 | +12 | 33  |
| 6  | Lokomotíva Košice       | 30 | 12 | 8  | 10 | 39 | 40 | -1  | 32  |
| 7  | Baník Ostrava OKD       | 30 | 11 | 8  | 11 | 32 | 34 | -2  | 30  |
| 8  | Slovan CHZJD Bratislava | 30 | 12 | 5  | 13 | 32 | 31 | +1  | 29  |
| 9  | Sklo Union Teplice      | 30 | 12 | 4  | 14 | 37 | 34 | +3  | 28  |
| 10 | Nitra                   | 30 | 11 | 6  | 13 | 36 | 39 | -3  | 28  |
| 11 | Sparta ČKD Praga        | 30 | 10 | 8  | 12 | 39 | 45 | -6  | 28  |
| 12 | Zbrojovka Brno          | 30 | 10 | 7  | 13 | 43 | 45 | -2  | 27  |
| 13 | Škoda Plzeň             | 30 | 10 | 6  | 14 | 32 | 44 | -12 | 26  |
| 14 | Slavia Praga            | 30 | 8  | 9  | 13 | 30 | 41 | -11 | 25  |
| 15 | Fotbal Třinec           | 30 | 7  | 11 | 12 | 24 | 39 | -15 | 25  |
| 16 | Spartak Hradec Králové  | 30 | 9  | 5  | 16 | 25 | 55 | -30 | 23  |

## Verdetti
- Spartak Trnava Campione di Cecoslovacchia 1972/73.
- Spartak Trnava ammessa alla Coppa dei Campioni 1973-1974.
- Tatran Presov e VSS Kosice ammesse alla Coppa UEFA 1973-1974.
- TZ Trinec e Spartak Hradec Kralove retrocesse.